# Nanbaka
Nanbaka - The Numbers (ナンバカ THE NUMBERS?) è un manga scritto e disegnato da Shō Futamata, serializzato sul sito web Comico di NHN comico dal 13 ottobre 2013 al 25 luglio 2022. Un adattamento anime, prodotto da Satelight, è stato trasmesso in Giappone tra il 4 ottobre e il 27 dicembre 2016, poi proseguendo online come ONA dal 4 gennaio al 22 marzo 2017.

## Personaggi

I protagonisti Nico, Jyugo, Uno e Rock

Jyugo (ジューゴ?, Jūgo)
Doppiato da: Yūto Uemura
Uno (ウノ?)
Doppiato da: Tetsuya Kakihara
Rock (ロック?, Rokku)
Doppiato da: Airu Shiozaki
Nico (ニコ?, Niko)
Doppiato da: Daiki Kobayashi
Hajime Sugoroku (双六 一?, Sugoroku Hajime)
Doppiato da: Tomokazu Seki
Momoko Hyakushiki (百式 百子?, Hyakushiki Momoko)
Doppiata da: Satomi Akesaka
Mitsuru Hitokoe (一声 三鶴?, Hitokoe Mitsuru)
Doppiato da: Kenjirō Tsuda
Kiji Mitsuba (三葉 キジ?, Mitsuba Kiji)
Doppiato da: Kimeru
Kenshirō Yozakura (四桜 犬士郎?, Yozakura Kenshirō)
Doppiato da: Shouma Yamamoto
Samon Gokū (悟空 猿門?, Gokū Samon)
Doppiato da: Sōichirō Hoshi
Yamato Godai (五代 大和?, Godai Yamato)
Doppiato da: Shunsuke Takeuchi
Seitarō Tanabata (七夕 星太郎?, Tanabata Seitarō)
Doppiato da: Keito Okuyama

## Media

### Manga
Il manga, scritto e disegnato da Shō Futamata, è stato serializzato sul sito web Comico di NHN comico dal 13 ottobre 2013. Il primo volume tankōbon è stato pubblicato da Futabasha il 12 novembre 2015 al 25 luglio 2022; al 12 luglio 2018 sono stati messi in vendita in tutto otto volumi tankōbon. La serie è stata resa disponibile in lingua inglese da Crunchyroll.

#### Volumi
| 1 | 12 novembre 2015 | ISBN 978-4-575-84713-0 |
| 1 | Capitoli - 01. (囚人×4＋看守×1?, Shūjin × 4 + kanshu × 1) - 02. (最強の刑務所？?, Saikyō no keimusho?) - 03. (25番のやりたいこと?, 25-ban no yaritai koto) - 04. (食堂の番犬?, Shokudō no banken) - 05. (副看守現る！！?, Fuku kanshu genru!!) - 06. (九十九参上?, Tsukumo sanjō) - 07. (上司には挨拶を?, Jōshi ni wa aisatsu o) - 08. (昼食の楽しみ方?, Chūshoku no tanoshimi-kata) - 09. (仕事だってできる?, Shigoto datte dekiru) - 10. (看守長現る!!?, Kanshu-chō genru!!) - 11. (収容理由大暴露(前編)?, Shūyō riyū dai bakuro (zenpen)) - 12. (収容理由大暴露(後編)?, Shūyō riyū dai bakuro (kōhen)) |                        |
| 2 | 12 maggio 2016 | ISBN 978-4-575-84794-9 |
| 2 | Capitoli - 13. (13舎13房は今日も忙しい?, 13-sha 13 bō wa kyō mo isogashī) - 14. (新年早々大波乱の予感!??, Shin'nen sōsō dai haran no yokan!?) - 15. (波乱万丈!!新年大会編1?, Haranbanjō!! Shin'nen taikai-hen 1) - 16. (波乱万丈!!新年大会編2?, Haranbanjō!! Shin'nen taikai-hen 2) - 17. (波乱万丈!!新年大会編3?, Haranbanjō!! Shin'nen taikai-hen 3) - 18. (波乱万丈!!新年大会編4?, Haranbanjō!! Shin'nen taikai-hen 4) - 19. (波乱万丈!!新年大会編5?, Haranbanjō!! Shin'nen taikai-hen 5) - 20. (波乱万丈!!新年大会編6?, Haranbanjō!! Shin'nen taikai-hen 6)                                           |                        |
| 3 | 12 settembre 2016 | ISBN 978-4-575-84846-5 |
| 3 | Capitoli - 21. (波乱万丈!!新年大会編7?, Haranbanjō!! Shin'nen taikai-hen 7) - 22. (波乱万丈!!新年大会編8【終盤戦】?, Haranbanjō!! Shin'nen taikai-hen 8 [Shūban-sen]) - 23. (波乱万丈!!新年大会編9【終盤戦】?, Haranbanjō!! Shin'nen taikai-hen 9 [Shūban-sen]) - 24. (波乱万丈!!新年大会編終?, Haranbanjō!! Shin'nen taikai-hen tsui) - 25. (奴と話すなら喫煙室へ?, Yatsu to hanasunara kitsuen-shitsu e) |                        |
| 4 | 10 febbraio 2017 | ISBN 978-4-575-84924-0 |
| 4 | Capitoli - 26. (犬士郎の長い一日?, Inu shirō no nagai tsuitachi) - 27. (キジ様の苦難な一日?, Kiji-sama no kunan'na tsuitachi) - 28. (猿門怒りの一日?, Saru-mon ikari no tsuitachi) - 29. (目的と事実?, Mokuteki to jijitsu) - 30. (灼熱の命?, Shakunetsu no inochi) - 31. (救いの断頭台?, Sukui no dantōdai) - 32. (死の生き地獄?, Shi no iki jigoku) - 33. (死ぬために生きる?, Shinu tame ni ikiru) - 34. (焔の手?, Homura no te) - 35. (無欲と未完成?, Muyoku to mikansei) |                        |
| 5 | 12 giugno 2017 | ISBN 978-4-575-84970-7 |
| 5 | Capitoli - 36. (完成そしてフリダシへ?, Kansei soshite furidashi e) - 37. (またよろしく?, Mata yoroshiku) - 38. (第二部開始!!新キャラ登場か!??, Dainibu kaishi!! Shin kyara tōjō ka!?) - 39. (13房恒例鬼ごっこ【仁志編】?, 13 Bō kōrei onigokko [Hitoshi-hen]) - 40. (13房恒例鬼ごっこ【仁志編】2?, 13 Bō kōrei onigokko [Hitoshi-hen] 2) - 41. (13房恒例鬼ごっこ【仁志編】3?, 13 Bō kōrei onigokko [Hitoshi-hen] 3) - 42. (南波日常×3?, Nanba nichijō × 3) - 43. (南波な缶詰?, Nanbana kandzume) |                        |
| 6 | 12 settembre 2017 | ISBN 978-4-575-85026-0 |
| 6 | Capitoli - 44. (第南波熟年夫婦?, Dai nanba jukunen fūfu) - 45. (ご褒美もらいました 1?, Go hōbi moraimashita 1) - 46. (ご褒美もらいました 2?, Go hōbi moraimashita 2) - 47. (ご褒美もらいました 3?, Go hōbi moraimashita 3) - 48. (ご褒美もらいました 4?, Go hōbi moraimashita 4) - 49. (ご褒美もらいました 5?, Go hōbi moraimashita 5) - 50. (南波の流行?, Nanba no ryūkō) - 51. (忍の嘘?, Shinobu no uso) - 52. (忍の真?, Shinobu no shin) |                        |
| 7 | 12 gennaio 2018 | ISBN 978-4-575-85090-1 |
| 8 | 12 luglio 2018 | ISBN 978-4-575-85195-3 |

### Anime
Annunciato il 13 febbraio 2015 da NHN PlayArt, un adattamento anime, prodotto da Satelight e diretto da Shinji Takamatsu, è andato in onda in televisione dal 4 ottobre al 27 dicembre 2016 fino all'episodio tredici, poi proseguendo online con una pubblicazione a cadenza settimanale sul sito ufficiale della serie e altri canali digitali dal 4 gennaio al 22 marzo 2017. La sigla di apertura è Rin! Rin! Hi! Hi! degli Hashiguchikanaderiya hugs The Super Ball, mentre le sigle di chiusura sono Nanbaka datsugoku riron! (ナンバカ脱獄理論♪！?) di Yūto Uemura, Tetsuya Kakihara, Airu Shiozaki, Daiki Kobayashi e Tomokazu Seki e Nanbaka kanshu riron!! (ナンバカ看守理論！！?) di Kimeru, Sōichirō Hoshi e Shouma Yamamoto. In tutto il mondo, ad eccezione dell'Asia, gli episodi sono stati trasmessi in streaming in simulcast, anche coi sottotitoli in lingua italiana, da Crunchyroll.

#### Episodi
| Nº | Titolo italiano Giapponese 「Kanji」 - Rōmaji | Prima visione    | Prima visione |
| Nº | Titolo italiano Giapponese 「Kanji」 - Rōmaji | Giapponese       |               |
| 1  | Idioti con i numeri! 「ナンバーのついたバカたち！」 - Nanbā no tsuita baka-tachi!                                                                                          | 4 ottobre 2016   |               |
| 2  | I prigionieri sono degli idioti! E anche le guardie sono un po' idiote! 「囚人もバカ！看守もちょっとバカ！」 - Shūjin mo baka! Kanshu mo chotto baka!                      | 11 ottobre 2016  |               |
| 3  | È arrivato un altro idiota!! 「またバカが増えた！！」 - Mata baka ga fueta!!                                                                                               | 18 ottobre 2016  |               |
| 4  | Buon anno nuovo! Il torneo di capodanno è il momento in cui diventiamo seri!! 「あけまして！ここから本気の新年大会！！」 - Akemashite! Koko kara honki no shinnen taikai!! | 25 ottobre 2016  |               |
| 5  | Un imbroglio e un eroe 「イカサマとヒーロー」 - Ikasama to hīrō | 1º novembre 2016 |               |
| 6  | THE Episodio di consolidamento 「THE･テコ入れ」 - THE Tekoire | 8 novembre 2016  |               |
| 7  | È una storia sorprendentemente triste 「意外と切ない話でござる」 - Igai to setsunai hanashi degozaru                                                                       | 15 novembre 2016 |               |
| 8  | Un mostro e un gorilla 「バケモノとゴリラ」 - Bakemono to gorira | 22 novembre 2016 |               |
| 9  | Sei vuoto!! 「お前はからっぽ！！」 - Omae wa karappo!! | 29 novembre 2016 |               |
| 10 | Un giorno malinconico per il cane, la scimmia e il fagiano 「犬・猿・雉の憂鬱な一日」 - Inu, saru, kiji no yūutsu na ichinichi                                             | 6 dicembre 2016  |               |
| 11 | Abbiamo ottenuto la nostra ricompensa 「ご褒美もらいました」 - Gohōbi moraimashita                                                                                         | 13 dicembre 2016 |               |
| 12 | La stanza, il biliardo, le freccette e io 「部屋とビリヤードとダーツと私」 - Heya to biriyādo to dātsu to watashi                                                          | 20 dicembre 2016 |               |
| 13 | Un vero idiota 「マジバカ」 - Maji baka | 27 dicembre 2016 |               |
| 14 | Nanbaka è un anime comico 「ナンバカはギャグアニメである。」 - Nanbaka wa gyagu anime dearu.                                                                               | 4 gennaio 2017   |               |
| 15 | Super Hitoshi-kun 「スーパー仁志くん」 - Sūpā Hitoshi-kun | 11 gennaio 2017  |               |
| 16 | L'edificio 5 dei traditori 「裏切りの5舎」 - Uragiri no 5-sha | 18 gennaio 2017  |               |
| 17 | Qualcosa sta per rompersi 「壊れていく何か」 - Kowareteiku nanika | 25 gennaio 2017  |               |
| 18 | Tu sei debole 「お前は弱い」 - Omae wa yowai | 1º febbraio 2017 |               |
| 19 | La libertà di ciascuno 「それぞれの自由」 - Sorezore no jiyū | 8 febbraio 2017  |               |
| 20 | Un imbecille 「愚か者」 - Orokamono | 15 febbraio 2017 |               |
| 21 | Il veleno che si risveglia 「覚醒する毒」 - Kakusei suru doku | 22 febbraio 2017 |               |
| 22 | Travolti… 「流されて……」 - Nagasarete… | 1º marzo 2017    |               |
| 23 | Suoni e parole 「音と言葉」 - Oto to kotoba | 8 marzo 2017     |               |
| 24 | Vai avanti! 「前に進め！」 - Mae ni susume! | 15 marzo 2017    |               |
| 25 | Addio agli idioti 「サラバカ」 - Sarabaka | 22 marzo 2017    |               |